# 伊藤亮
伊藤 亮（いとう あきら、1981年3月10日 - ）は、埼玉県出身の男子フィールドホッケー選手である。ALDER飯能（旧・飯能市ホッケークラブ）所属。173cm、65kg。ポジションはフォワード。

## 来歴
飯能市立飯能西中学校、埼玉県立皆野高等学校、天理大学卒業。日本代表として活躍し、シニア代表選手として国際キャップ数80。
W杯でも歴代最高位に並ぶ9位となる。
同年のアジア大会では日本チームを4位に導いた。